# 迈赫迪·拉巴尼
迈赫迪·拉巴尼（波斯語：مهدی ربانی，？—2025年6月13日）是一名伊朗伊斯兰革命卫队准将。自2016年起，直到他在2025年6月以色列对伊朗的袭击中去世，他一直担任伊朗武装部队总参谋部作战副参谋长。

## 生涯
拉巴尼在两伊战争期间开始了他的军旅生涯，成为伊斯兰革命卫队的一员。从1990年代中期到2001年，他指挥纳贾夫·阿什拉夫基地。随后在2001年至2004年期间，他担任萨曼·奥拉伊梅赫基地指挥官，同时领导第五纳斯尔师，并在呼罗珊省担任伊斯兰革命卫队高级指挥官。
2005年至2012年间，他担任萨拉拉总部的副指挥官。 2011年至2016年间，他担任伊斯兰革命卫队（IRGC）作战副司令。 自2016年9月起，他担任伊朗伊斯兰共和国武装部队总参谋部作战副总指挥，直到他于2025年6月13日死亡。